# Minsk Pagans 2019
Questa voce raccoglie le informazioni riguardanti i Minsk Pagans nelle competizioni ufficiali della stagione 2019.

## Campionato bielorusso di football americano 2019

### Stagione regolare
| Minsk 25 maggio 2019 | Minsk Pagans | 8 – 18 referto | Kaliningrad Amber Hawks | Baza Otdycha Ratomka |

| Vicebsk 30 giugno 2019 | VSMU Predators | 18 – 19 referto | Minsk Pagans |  |

| Minsk 24 agosto 2019 | Minsk Moose | 21 – 0 (a tavolino) referto | Minsk Pagans |  |

## Statistiche di squadra
| Competizione | %Vittorie | In casa | In casa | In casa | In casa | In casa | In casa | In trasferta | In trasferta | In trasferta | In trasferta | In trasferta | In trasferta | Totale | Totale | Totale | Totale | Totale | Totale |
| Competizione | %Vittorie | G       | V       | N       | P       | Pf      | Ps      | G            | V            | N            | P            | Pf           | Ps           | G      | V      | N      | P      | Pf     | Ps     |
| ------------ | --------- | ------- | ------- | ------- | ------- | ------- | ------- | ------------ | ------------ | ------------ | ------------ | ------------ | ------------ | ------ | ------ | ------ | ------ | ------ | ------ |
| Campionato   | .333      | 1       | 0       | 0       | 1       | 8       | 18      | 2            | 1            | 0            | 1            | 19           | 39           | 3      | 1      | 0      | 2      | 27     | 57     |
| Totale       | .333      | 1       | 0       | 0       | 1       | 8       | 18      | 2            | 1            | 0            | 1            | 19           | 39           | 3      | 1      | 0      | 2      | 27     | 57     |